# 1313年
| 千纪： | 2千纪 |
| 世纪： | 13世纪 \| 14世纪 \| 15世纪                                                                                 |
| 年代： | 1280年代 \| 1290年代 \| 1300年代 \| 1310年代 \| 1320年代 \| 1330年代 \| 1340年代                           |
| 年份： | 1308年 \| 1309年 \| 1310年 \| 1311年 \| 1312年 \| 1313年 \| 1314年 \| 1315年 \| 1316年 \| 1317年 \| 1318年 |
| 纪年： | 癸丑年（牛年）；元皇庆二年；越南興隆二十一年；日本正和二年                                                 |

## 大事记
- 12月6日——元仁宗要求中書省議行科舉。同年十一月，元廷以行科舉詔頒天下，以朱熹集注的《四書》為所有科舉考試者的指定用書。
- 王祯著《农书》，中国老唐摘编之。

## 逝世
- 8月24日——亨利七世，神圣罗马帝国皇帝（约出生于1275年，38岁）